# Tryptyk Colonna
| Tryptyk Colonna (lewa strona)                                                |                                                                                     | |
|                                                                              |                                                                                     | |
| Św. Hieronim i św. Jan Chrzciciel (114 x 55 cm), National Gallery w Londynie | Założenie Bazyliki Matki Bożej Większej (144 x 76 cm), Museo di Capodimonte, Neapol | Św. Jan Ewangelista i św. Marcin z Tours (114,3 x 54,3 cm), Philadelphia Museum of Art, Filadelfia |

| Tryptyk Colonna (prawa strona)                               |                                                          |                                                        |
|                                                              |                                                          |                                                        |
| Św. Piotr i św. Paweł Philadelphia Museum of Art, Filadelfia | Wniebowzięcie Matki Boskiej Museo di Capodimonte, Neapol | Św. Liberiusz i św. Maciej National Gallery w Londynie |

Tryptyk Colonna – dwustronny tryptyk autorstwa włoskich malarzy renesansowych Masaccia i Masolina.
Po niewoli awiniońskiej i ciągłych walkach o tron papieski, w 1417 roku papieżem został Oddone Colonna jako Marcin V. Od jego pontyfikatu zakończyła się wielka schizma zachodnia. Za swoje główne zadanie postawił sobie odnowienie wizerunku Kościoła i m.in. uczynienie z Rzymu pięknej i nowoczesnej stolicy apostolskiej. Zapoczątkował wiele artystycznych przedsięwzięć m.in. zafundował nowy ołtarz do kaplicy rodzinnej w bazylice Santa Maria della Neve. Do jego wykonania wybrał dwóch malarzy spoza Rzymu: Masolina i Masaccia. Dla Masaccia było to ostatnie zlecenie jakie otrzymał, zmarł nie ukończywszy ołtarza. Dzieło kontynuował jego starszy przyjaciel. W 1653 roku rozdzielono panele (zmniejszono jego grubość) tak by powstało sześć oddzielnych obrazów. Pierwotnie wisiały w Palazzo Farnese, lecz w następnych stuleciach zostały rozproszone po różnych kolekcjach.

## Opis tryptyku
Ołtarz składał się z sześciu obrazów wykonanych temperą na desce. Podstawa została zaprojektowana przez Jacopa Torritiego, który również w 1290 roku wykonał mozaikę ze scenami z życia Marii Dziewicy obejmującą między innymi Śmierć Marii i  Koronację Marii. Nastawę w rodzinnej kaplicy rodu Colonna widział jeszcze w 1568 roku Vasarii wraz z czterema świętymi i Madonną (prawa strona tryptyku). Według biografa tylko ta strona była wówczas widoczna.
Prawa strona centralnego panelu przedstawia Wniebowzięcie Matki Boskiej. Obraz został namalowany w 1428 roku, ale został ukończony w 1431 przez Masolina. Jego styl nacechowany gotykiem międzynarodowym, widoczny jest w przedstawionych postaciach aniołów otaczających Madonnę. Nieziemscy wysłannicy niebios grają na różnych instrumentach a ich szaty wypełniają obraz tworząc u dołu efekt horror vacui. Po drugiej stronie środkowej części panelu znajdowała się scena Założenia Bazyliki Matki Bożej Większej. Według legendy w roku 358, w upalny letni dzień, spadł śnieg, który wyznaczył kontury przyszłego kościoła. Na pierwszym planie przedstawiony został papież Liberiusz z motyką. Według włoskiego malarza Vasariego był to papież Marcin V stojący obok Zygmunta Luksemburskiego. Obraz ten powstał w 1428 roku i był wspólnym dziełem obu malarzy. Na drugim planie stoi gęsty tłum przyglądający się niecodziennemu zjawisku. Tłem dla sceny są zabudowania namalowane z zachowaniem zasad perspektywy. Nad ukazaną sceną, w lunecie przedstawiono Jezusa i Marię obserwujących cudowne wydarzenia. Przez wiele lat obraz uważany był (jak i pozostałe części) za dzieło Fra Angelico. Został przekazany neapolitańskiemu Museo di Capodimonte przez rodzinę Farnese.

### Lewy panel
Lewy panel prawej części poliptyku przedstawia Świętego Hieronima i Jana Chrzciciela. Hieronim przedstawiony został w czerwonym stroju. W prawej ręce trzyma księgę symbolizującą Wulgatę – przekład Biblii na łacinę. W drugiej ręce trzyma makietę kościoła co ma swoje odwołanie do nadanemu mu tytułu doktora Kościoła. U stóp świętego siedzi lew. Jego postać nawiązuje do legendy o cudownym wyleczeniu zwierzęcia przez Hieronima podczas jego pobytu w pustelni. Stojący obok Jan Chrzciciel przedstawiony został tradycyjnie boso i w długim płaszczu. W lewej ręce trzyma kij zakończony głowicą kolumny co odczytywane jest jako aluzja do nazwiska rodu Collona (w wolnym tłumaczeniu oznaczającego kolumnę) z którego wywodził się papież Marcin V. Druga strona panelu przedstawiała papieża św.Liberiusza i św. Macieja. Obraz namalowano w 1428 roku i jest ostatnim dziełem jakie namalował Masaccio. Papież Liberiusz przedstawiony został w tiarze i w stroju papieskim. Ukazanie go wśród świętych tłumaczy fakt, iż za czasów jego pontyfikatu rozpoczęto budowę Bazyliki Liberiana. Święty Maciej ma na sobie starą szarą tunikę, w prawej dłoni trzyma topór symbol jego śmierci męczeńskiej oraz księgę jego tradycyjny atrybut. Wybór tego świętego przez artystów związany jest z Dniem Świętego Marcina w którym papież Marcin V został wybrany na głowę Kościoła. Obie postacie zostały ukazane na klasycznym złotym tle. Zostały namalowane głównie przez Masaccia, podczas gdy postacie Liberiusza i św. Macieja na rewersie są autorstwa Masolina. Znaleźć można jednakże rozbieżności: ręce i nogi Jana Chrzciciela wyszły z pod innej ręki niż jego twarz. Panel przedstawiający Liberiusza i Macieja uległ na przestrzeni lat zniszczeniu. Szata papieża była niegdyś srebrna i połączona z wzorzystą czerwienią, tego samego srebrnego koloru był topór św. Macieja.
Oba panele znajdowały się przez wiele lat w kolekcji kardynała Józefa Fescha. W 1845 roku, jako dzieła Fra Angelico zostały sprzedane na aukcji do zbiorów Adair we Flexton Hall. W 1950 panele zakupiło i rok później wystawiło National Gallery w Londynie.

### Prawy panel
Prawy panel, prawej części poliptyku przedstawia Św. Piotra i św. Pawła. Obraz zapoczątkował Masaccio a ukończył Masolino. Święty Piotr ukazany jest tradycyjnie z kluczem jako symbolem władzy Kościoła Katolickiego, Paweł trzyma w prawej ręce miecz, którym został ścięty. Obaj, jako ojcowie Kościoła trzymają w rękach Biblie. Po drugiej stronie panelu artyści ukazali wizerunek św. Marcina i Jana Ewangelisty. Oba panele znajdują się w Philadelphia Museum of Art w Filadelfii, gdzie trafiły w 1917 roku z Johnson Collection.